# Nerokoúros
Nerokoúros, en grec moderne : Νεροκούρος, ou  Nerokoúrou (Νεροκούρου), est une ville, dans le dème de La Canée et le district du même nom, en Crète, en Grèce. Selon le recensement de 2011, la population de Nerokoúros compte 5 531 habitants. La localité est située à une altitude de 90 m et à une distance de 5 km de La Canée. Elle est implantée au pied du mont Maláxa dans les monts Aligános et offre une vue panoramique sur la plaine de Kolymvári à Souda.